# Етрембјер
Етрембјер (фр. Etrembières) насеље је и општина у источној Француској у региону Рона-Алпи, у департману Горња Савоја која припада префектури Сен Жилијен ан Женвоа.
По подацима из 2011. године у општини је живело 1904 становника, а густина насељености је износила 350,64 становника/km². Општина се простире на површини од 5,43 km². Налази се на средњој надморској висини од 404 метара (максималној 860 m, а минималној 393 m).

## Демографија
| 1962. | 1968. | 1975. | 1982. | 1990. | 1999. | 2011. |
| ----- | ----- | ----- | ----- | ----- | ----- | ----- |
| 1.021 | 1.187 | 1.314 | 1.200 | 1.374 | 1.430 | 1.904 |

График промене броја становника у току последњих година